# Milizia marittima di artiglieria
La Milizia artiglieria marittima  o MILMART era una specialità di artiglieria della Milizia Volontaria per la Sicurezza Nazionale, creata con Legge n° 1172 del 18.08.1940 "Ordinamento della Milizia artiglieria marittima", pubblicata sulla G.U.R.d'I. n° 199 del 26.08.1940 alle Pagg. 3155/3166.

## Storia
Nel 1934 la responsabilità della difesa costiera era passata, con la smobilitazione dei Reggimenti artiglieria da costa del Regio Esercito, alla Regia Marina; per il presidio di queste batterie venne destinata un'aliquota di personale della Milizia per la difesa antiaerea territoriale. Questa nuova specialità fu riconosciuta ufficialmente come "Milizia per la Difesa Costiera" (M. DACOS) con il Regio decreto del 21 gennaio 1935 e fu posta alle dipendenze dell'Ispettorato, poi "Comando della M. Di.C.A.T. e da Cos.". Nel 1939 la denominazione della specialità fu modificata in "Milizia Marittima di Artiglieria", MILMART nel codice telegrafico, mentre quella del comando in "Comando Milizie Controaerei ed Artiglieria Marittima".
Durante la seconda guerra mondiale, in Africa settentrionale la Regia Marina costituì due batterie mobili, la 1ª e la 6ª, armate con autocannone 102/35 su Fiat 634N e da Mod. 1915 da 76/30 su Fiat 634N. Queste batterie erano servite da personale della MILMART, in particolare facevano parte del Gruppo Autonomo AS (Africa Settentrionale), creato nel 1940 con personale della 2ª Legione di La Spezia. La 1ª Batteria ed una sezione della 6ª, comandate dal sotto capo manipolo Priore, vennero aggregate alla 132ª Divisione corazzata "Ariete", mentre la sezione B della 6ª fu aggregata alla 102ª Divisione motorizzata "Trento". Negli ultimi mesi del 1941 parteciparono a diversi combattimenti; il 19 novembre intervenne durante la prima battaglia di Bir el Gobi, distruggendo da lunga distanza almeno 15 carri armati britannici. Tutti gli autocannoni da 102/35 andarono persi per cause belliche o avaria entro la fine dello stesso anno.
Le batterie della Milizia parteciparono poi alla difesa delle Isole Pelagie durante l'operazione Corkscrew. Durante l'attacco a Lampedusa il 6º Gruppo della 9ª Legione, al comando del maggiore Pietro Assenza, fu impegnato strenuamente durante l'attacco inglese a Lampedusa, mentre pochi giorni dopo la 9ª Legione di Pantelleria si trovava a contrastare le ondate di bombardieri e le incursioni di naviglio alleato. In luglio la MILMART combatté poi a fianco dell'esercito e dei battaglioni CC.NN. per contrastare lo sbarco in Sicilia durante lo sbarco anglo-americano.

## Compiti ed organizzazione

Cannone costiero da 152/50 A. Mod. 1918 della MILMART (batteria Lamba Doria, penisola della Maddalena, Siracusa)

La milizia si occupava della difesa delle piazzeforti delle basi navali, dei previsti punti di sbarco e delle isole minori. Queste difese si basavano sulle batterie antiaeree e antinave nelle opere fortificate, ma anche, soprattutto in Libia, su batterie mobili su autocannoni da 102/35 su Fiat 634N e 76/30. Dal punto di vista logistico ed addestrativo dipendeva dalla Regia Marina, alla quale appartenevano anche i pezzi e gli automezzi. L'arruolamento di Ufficiali e truppa volontari rispondeva agli stessi criteri degli appartenenti alla Milizia per la difesa antiaerea territoriale. Allo scoppio della seconda guerra mondiale, la MILMART assorbì  oltre 25.000 uomini, suddivisi in 10 legioni e 4 gruppi autonomi. Allo scoppio delle ostilità, constatata l'impossibilità di difendere la Sicilia solo con la 6ª, 7ª e 8ª Legione, vennero create dalle Legioni CC.NN. siciliane della Milizia Ordinaria, 23 Centurie speciali CC.NN., ognuna su un comando e due manipoli di mitraglieri di due squadre ciascuno.
Oltre alle Legioni della MILMART ed alle Centurie di Difesa Costiera, sia prima che dopo la guerra furono destinate alla difesa costiera sia Legioni e Battaglioni combattenti della Milizia ordinaria, sia reparti dedicati, ovvero 81 Battaglioni CC.NN. Costieri e 51 Battaglioni CC.NN. Territoriali, questi ultimi formati da uomini più anziani e destinati alla difesa di ponti ed infrastrutture. Questi battaglioni Costieri e Territoriali ricevevano la numerazione della Legione deposito dalla quale erano stati costituiti aumentata di 300.

## Batterie MILMART

Autocannone da 102/35 su Fiat 634N della Milizia reso inservibile prima della cattura da parte degli inglesi in Tunisia

Nel 1942, vigilia dello sbarco degli alleati in Sicilia, a difesa del territorio metropolitano la MILMART armava le seguenti opere principali:
- 6 batterie da 381/40, in torre corazzata binata:
  - Batteria Brin e Batteria Bandiera a Brindisi,
  - Batteria Amalfi a Venezia,
  - Opera A a Capo Santa Panagia, Siracusa[4]
  - Batteria di Arenzano e Batteria Monte Moro a difesa di Genova, controllate ed armate rispettivamente dalla 250ª e dalla 251ª Batteria costiera del Regio Esercito (non essendo Genova piazza marittima).
- 3 batterie da 305/50, a difesa di Venezia, su 2 pezzi ciascuna:
  - Batteria Dandolo,
  - Emo,
  - San Marco.
- 1 batteria da 305/42, su 3 pezzi:
  - Batteria Cattaneo, a difesa di Taranto, mai completata.
- 4 batterie da 305/17, su 4 pezzi ciascuna:
  - Batteria Cascino, a La Spezia,
  - Forte Cavour a La Spezia,
  - Batteria Pes di Villamarina, a La Maddalena,
  - Batteria De Caroli, a La Maddalena.
- 8 batterie da 280/9 su 48 pezzi totali a difesa dello Stretto di Messina:
  - Batteria Siacci, 6 pezzi;
  - Batteria Beleno, 6 pezzi;
  - Batteria Pellizzari, 4 pezzi;
  - Batteria Masotto, 6 pezzi;
  - Batteria Crispi, 8 pezzi;
  - Batteria Schiaffino, 6 pezzi;
  - Batteria Cavalli, 6 pezzi.

Ma nel 1942 risultavano attive solo le batterie Cavalli Masotto, Beleno e Pellizzari per un totale di 22 pezzi operativi.
- 1 batteria da 203/50 Mod. 1924, per un totale di 2 pezzi:
  - Batteria Luigi di Savoia ad Augusta.
- 2 batterie da 203/45 Mod. 1897, per un totale di 8 pezzi:
  - Batteria Rubin de Cervin a La Maddalena,
  - Batteria Toscano a Taranto, in avanzato stato di costruzione.
- 2 batterie da 190/39, per un totale di 4 pezzi:
  - Batteria Cappa a Pola;
  - Batteria Caracciolo a Napoli.

Queste opere principali erano integrate da installazioni minori sia sul territorio metropolitano che nelle colonie:
- 1 batteria su Škoda 15 cm K10, di preda bellica, su 4 pezzi;
- 20 batterie da 152/50 A. Mod. 1918, per 74 pezzi totali;
- 12 batterie da 152/45 S. Mod. 1911, per 46 pezzi totali;
- 11 batterie da 152/40, per 37 pezzi totali;
- 2 batterie su Škoda 15 cm K10, di preda bellica, per 8 pezzi totali;
- 3 batterie su 15 cm FK L/40, ceduti dalla Germania nazista, per 10 pezzi;
- 12 batterie da 120/50, per 49 pezzi totali;
- 5 batterie 120/40, per 18 pezzi totali;
- 3 batterie da 102/35, per 12 pezzi totali;
- 1 batteria da Škoda 10 cm K10, su 5 pezzi;
- 2 batterie da Škoda 7 cm K10.

## Ordinamento
- 1º Gruppo Legioni MILMART, comando a Messina:
  - 6ª Legione MILMART, sede comando a Messina.
  - 7ª Legione MILMART, sede comando ad Augusta.
  - 8ª Legione MILMART, sede comando a Trapani.
  - 9ª Legione MILMART, sede comando a Pantelleria.
  - 14ª Legione MILMART, sede comando a Reggio Calabria.
- 2º Gruppo Legioni MILMART, comando a La Spezia:
  - 1ª Legione MILMART, sede comando a Venezia.
  - 2ª Legione MILMART, sede comando a La Spezia.
  - 3ª Legione MILMART, sede comando a La Maddalena.
  - 4ª Legione MILMART, sede comando a Cagliari.
  - 5ª Legione MILMART, sede comando a Taranto.
- dalla 166ª Legione di Messina:
  - 50ª Centuria di Difesa Costiera.
  - 51ª Centuria di Difesa Costiera.
  - 52ª Centuria di Difesa Costiera.
  - 53ª Centuria di Difesa Costiera.
  - 54ª Centuria di Difesa Costiera.
  - 55ª Centuria di Difesa Costiera.
- dalla 168ª Legione di Ragusa:
  - 58ª Centuria di Difesa Costiera.
  - 59ª Centuria di Difesa Costiera.
- dalla 159ª Legione di Siracusa:
  - 60ª Centuria di Difesa Costiera.
  - 63ª Centuria di Difesa Costiera.
- dalla 170ª Legione di Agrigento:
  - 67ª Centuria di Difesa Costiera.
  - 68ª Centuria di Difesa Costiera.
- dalla 172ª Legione di Enna:
  - 72ª Centuria di Difesa Costiera.
  - 73ª Centuria di Difesa Costiera.
  - 74ª Centuria di Difesa Costiera.
- dalla 173ª Legione di Caltanissetta:
  - 75ª Centuria di Difesa Costiera.
- dalla 174ª Legione di Trapani:
  - 76ª Centuria di Difesa Costiera.
  - 77ª Centuria di Difesa Costiera.
  - 78ª Centuria di Difesa Costiera.
  - 79ª Centuria di Difesa Costiera.
  - 80ª Centuria di Difesa Costiera.
  - 81ª Centuria di Difesa Costiera.
  - 82ª Centuria di Difesa Costiera.
- Gruppo autonomo di Siracusa.
- Gruppo autonomo di Tripoli.
- Gruppo autonomo di Asmara.
- Gruppo autonomo di Mogadiscio.
- Scuola MILMART di Messina.

## Il Reparto Mobile MILMART del Reggimento "San Marco"

Squadra del Reparto Mobile MILMART

Il Comando della MILMART il 7 luglio 1940 costituì il "Reparto Mobile MILMART", una centuria addestrata come fanteria di marina composta da 6 ufficiali, 13 sottufficiali e 172 camicie nere, al comando del centurione Porcelli. Questo reparto entra nell'organico del Reggimento "San Marco", fregiandosi del distintivo del leone.
Il 23 ottobre dello stesso anno il Reparto venne riordinato su quattro plotoni mitraglieri Fiat Mod. 14/35 e ridenominato "Compagnia Mitraglieri MILMART San Marco" , per essere aggregato al Battaglione Grado, che non aveva la compagnia mitraglieri.
Il reparto subisce ulteriori riorganizzazionei, fino ad arrivare alla consistenza di un mezzo battaglione al comando del seniore Cesare Linari, su due compagnie:
- Compagnia "Ruta":
  - 1 plotone comando,
  - 3 plotoni mitraglieri Fiat Mod. 14/35.
- Compagnia "Mazzucchelli":
  - 1 plotone comando, al comando del seniore Cesare Linari, dal 24 giugno 1941:
  - 1 plotone mitraglieri Fiat Mod. 14/35,
  - 2 plotoni mitraglieri Breda Mod. 37.

Da una relazione del 30 agosto 1941, l'organico del reparto (2 compagnie per un totale di 2 plotoni comando e 6 plotoni mitraglieri) risultava essere composto da:
- 11 ufficiali,
- 19 sottufficiali,
- 276 camicie nere.